# 음력 5월 11일
음력 5월 11일은 음력 5월의 11번째 날이다.

## 사건
- 1555년 - 을묘왜변이 발생하다.

## 문화
- 2012년 - 수인선 오이도역~송도역 구간 개통.

## 탄생
- 1990년 - 대한민국의 아나운서 김도연.

## 사망
- 1486년 - 조선 태종의 차남 효령대군.

## 같이 보기
- 음력 360일: 1월 2월 3월 4월 5월 6월 7월 8월 9월 10월 11월 12월
- 전날:5월 10일 다음날:5월 12일 - 전달:4월 11일 다음달:6월 11일
- 양력:5월 11일
- 음력, 윤달